# Double triple double
Een double triple double is een term uit het basketbal waarbij een speler een dubbele triple double scoort. Bij een double triple double geldt dus dat er minimaal 20 punten in drie statistieken (punten, rebounds, assists, steals of blocks) behaald dienen te worden.
In de gehele geschiedenis van de National Basketball Association is dit nog maar één speler gelukt: Wilt Chamberlain behaalde in 1968 22 punten, 25 rebounds en 21 assists.